# Ernesto Ure
Pour les articles homonymes, voir Ure.
Pas d'image ? Cliquez ici

a Compétitions nationales et continentales officielles uniquement.

b Matchs officiels uniquement.
Dernière mise à jour le 19 novembre 2024.
Ernesto M. Ure, né le 1er juillet 1959, est un ancien joueur de rugby argentin, évoluant au poste de troisième ligne centre.

## Carrière
Ernesto Ure a connu 18 sélections internationales en équipe d'Argentine, il fait ses débuts  le 15 septembre 1979 contre le XV néo-zélandais; c'est une sélection non officielle : la réputation de l'Argentine n'est pas établie et l'équipe d'Angleterre ou la Nouvelle-Zélande ne proposent pas d'équipe première comme opposition. 
La première cape officielle a donc lieu le 1er novembre 1980 contre l'équipe des Fidji. Sa dernière apparition comme Puma a lieu le 6 juillet 1986 contre l'équipe d'Australie. 
À ce moment-là, les Pumas sont respectés.

## Palmarès

### Sélections nationales
- 19 en équipe d'Argentine
- Nombre de sélections par année : 1 en 1979, 3 en 1980, 2 en 1981, 3 en 1982, 2 en 1983, 5 en 1985, 3 en 1986